# يو إف سي ليلة القتال: غوستافسون ضد تيكسيرا
يو إف سي ليلة القتال: غوستافسون ضد تيكسيرا (بالإنجليزية: UFC Fight Night: Gustafsson vs. Teixeira)‏ هو حدث لفنون القتال المختلطة نظمته يو إف سي، أُقيم في 28 مايو 2017، على إريكسون غلوب أرينا في ستوكهولم، السويد.